# Oopsis
Oopsis is een kevergeslacht uit de familie van de boktorren (Cerambycidae). De wetenschappelijke naam van het geslacht werd voor het eerst geldig gepubliceerd in 1850 door Fairmaire.

## Soorten
Oopsis omvat de volgende soorten:
- Oopsis griseocaudatus Fairmaire, 1881
- Oopsis albolineata Breuning, 1939
- Oopsis bougainvillei Breuning, 1976
- Oopsis brunneocaudatus Fairmaire, 1879
- Oopsis excavata Breuning, 1939
- Oopsis foudrasi (Montrouzier, 1861)
- Oopsis keiensis Breuning, 1970
- Oopsis lycia Dillon & Dillon, 1952
- Oopsis marshallensis Gressitt, 1956
- Oopsis nutator (Fabricius, 1787)
- Oopsis oblongipennis Fairmaire, 1850
- Oopsis postmaculata Breuning, 1939
- Oopsis pseudostriatellus Breuning, 1964
- Oopsis ropicoides Breuning, 1939
- Oopsis striatellus Fairmaire, 1879
- Oopsis uvua Dillon & Dillon, 1952
- Oopsis variivestis Fairmaire, 1879
- Oopsis velata Dillon & Dillon, 1952
- Oopsis zitja Dillon & Dillon, 1952